# Clarissa Strachan
Clarissa Strachan es una jinete británica que compitió en la modalidad de concurso completo.
Ganó una medalla de oro en el Campeonato Mundial de Concurso Completo de 1986 y dos medallas en el Campeonato Europeo de Concurso Completo, oro en 1977 y plata en 1979.

## Palmarés internacional
| Campeonato Mundial | Campeonato Mundial     | Campeonato Mundial | Campeonato Mundial |
| Año                | Lugar                  | Medalla            | Categoría          |
| ------------------ | ---------------------- | ------------------ | ------------------ |
| 1986               | Gawler (Australia)     | Medalla de oro     | Por equipos        |
| Campeonato Europeo |                        |                    |                    |
| Año                | Lugar                  | Medalla            | Categoría          |
| 1977               | Burghley (Reino Unido) | Medalla de oro     | Por equipos        |
| 1979               | Luhmühlen (RFA)        | Medalla de plata   | Por equipos        |